# الكارني
الكارني (باللاتينية: Carnian)، وهي أول مرحلة من فترة الثلاثي المتأخر، حيث تمتد من (~237) إلى (~227) مليون سنة مضت.
| العصر    | الفترة   | المرحلة    | أهم الأحداث | البداية (م.س.مضت) |
| -------- | -------- | ---------- | --- | ----------------- |
| الجوراسي | المبكر   | الهتانجي   | أحدث | أحدث              |
| الثلاثي  | المتأخر  | الرايتاني  | - أحداث جيولوجية: تكون جبال الأنديز في أميركا الجنوبية. وتكون الجبال السيمرية في آسيا. وبداية تكون جبال رانجيتاتا في نيوزيلندا. نهاية حركة تكون جبال هنتر-بوين في شمال أستراليا، وكوينزلاند ونيوساوث ويلز (تقريبا قبل 260 - 225 مليون سنة). - أحداث حيوية : أصبحت الأركوصورات مثل أشباه السوكيات مهيمنة في البر، أما في الهواء فقد هيمنت التيروصورات. وقد نشأت الديناصورات كذلك من الأركوصورات ثنائية الأرجل. هيمنة الإكتيوصورات والنوتوصورات (مجموعة من العظائيات الزعنفية) على الحيوانات البحرية الكبيرة. أصبحت كلبيات الأسنان أصغر حجمًا وأكثر نشاطا بالليل، لتصبح في النهاية أول الثدييات الحقيقية، بينما انقرضت مندمجات الأقواس الأخرى المتبقية. أنتشرت الرنكوصورات (أقارب الأركوصورات). ظلت السرخسيات البذرية المسماة ديكروديوم [الإنجليزية] شائعة في غندوانا، قبل أن تحل محلها عاريات البذور المتقدمة. كثرت البرمائيات الكبيرة مثل مقسومات الفقار. شاعت الأمونيتات السيراتيتيدية بشكل كبير. ظهرت المرجانيات الحديثة والأسماك العظمية، وكذلك العديد من رتب من الحشرات الحديثة ورتبها الفرعية. ظهور نجم البحر. حدث الكارناني الممطر حوالي 234-232 مليون سنة سمح للديناصورات الأولى والعظايا الحرشفية (بما في ذلك منقاريات الرأس) بالانشار. حدث انقراض الثلاثي-الجوراسي منذ 201 مليون سنة، مما أدى إلى محو جميع مخروطيات الأسنان وآخر نظيرات الزواحف، والعديد من الزواحف البحرية (على سبيل المثال جميع العظائيات الزعنفية باستثناء البليزوصورات وجميع الإكتيوصورات باستثناء صغيرات الحوض)، وجميع التماسيح باستثناء أشباه التمساحيات، والتيروصورات، والديناصورات، والعديد من الأمونيتات (بما في ذلك السيراتيتيدا بأكملها)، وذوات الصدفتين، وعضديات الأرجل، والشعاب المرجانية والإسفنج. ظهور الدياتومات. | ≈205.7            |
| الثلاثي  | المتأخر  | النوري     | - أحداث جيولوجية: تكون جبال الأنديز في أميركا الجنوبية. وتكون الجبال السيمرية في آسيا. وبداية تكون جبال رانجيتاتا في نيوزيلندا. نهاية حركة تكون جبال هنتر-بوين في شمال أستراليا، وكوينزلاند ونيوساوث ويلز (تقريبا قبل 260 - 225 مليون سنة). - أحداث حيوية : أصبحت الأركوصورات مثل أشباه السوكيات مهيمنة في البر، أما في الهواء فقد هيمنت التيروصورات. وقد نشأت الديناصورات كذلك من الأركوصورات ثنائية الأرجل. هيمنة الإكتيوصورات والنوتوصورات (مجموعة من العظائيات الزعنفية) على الحيوانات البحرية الكبيرة. أصبحت كلبيات الأسنان أصغر حجمًا وأكثر نشاطا بالليل، لتصبح في النهاية أول الثدييات الحقيقية، بينما انقرضت مندمجات الأقواس الأخرى المتبقية. أنتشرت الرنكوصورات (أقارب الأركوصورات). ظلت السرخسيات البذرية المسماة ديكروديوم [الإنجليزية] شائعة في غندوانا، قبل أن تحل محلها عاريات البذور المتقدمة. كثرت البرمائيات الكبيرة مثل مقسومات الفقار. شاعت الأمونيتات السيراتيتيدية بشكل كبير. ظهرت المرجانيات الحديثة والأسماك العظمية، وكذلك العديد من رتب من الحشرات الحديثة ورتبها الفرعية. ظهور نجم البحر. حدث الكارناني الممطر حوالي 234-232 مليون سنة سمح للديناصورات الأولى والعظايا الحرشفية (بما في ذلك منقاريات الرأس) بالانشار. حدث انقراض الثلاثي-الجوراسي منذ 201 مليون سنة، مما أدى إلى محو جميع مخروطيات الأسنان وآخر نظيرات الزواحف، والعديد من الزواحف البحرية (على سبيل المثال جميع العظائيات الزعنفية باستثناء البليزوصورات وجميع الإكتيوصورات باستثناء صغيرات الحوض)، وجميع التماسيح باستثناء أشباه التمساحيات، والتيروصورات، والديناصورات، والعديد من الأمونيتات (بما في ذلك السيراتيتيدا بأكملها)، وذوات الصدفتين، وعضديات الأرجل، والشعاب المرجانية والإسفنج. ظهور الدياتومات. | ≈227.3            |
| الثلاثي  | المتأخر  | الكارني    | - أحداث جيولوجية: تكون جبال الأنديز في أميركا الجنوبية. وتكون الجبال السيمرية في آسيا. وبداية تكون جبال رانجيتاتا في نيوزيلندا. نهاية حركة تكون جبال هنتر-بوين في شمال أستراليا، وكوينزلاند ونيوساوث ويلز (تقريبا قبل 260 - 225 مليون سنة). - أحداث حيوية : أصبحت الأركوصورات مثل أشباه السوكيات مهيمنة في البر، أما في الهواء فقد هيمنت التيروصورات. وقد نشأت الديناصورات كذلك من الأركوصورات ثنائية الأرجل. هيمنة الإكتيوصورات والنوتوصورات (مجموعة من العظائيات الزعنفية) على الحيوانات البحرية الكبيرة. أصبحت كلبيات الأسنان أصغر حجمًا وأكثر نشاطا بالليل، لتصبح في النهاية أول الثدييات الحقيقية، بينما انقرضت مندمجات الأقواس الأخرى المتبقية. أنتشرت الرنكوصورات (أقارب الأركوصورات). ظلت السرخسيات البذرية المسماة ديكروديوم [الإنجليزية] شائعة في غندوانا، قبل أن تحل محلها عاريات البذور المتقدمة. كثرت البرمائيات الكبيرة مثل مقسومات الفقار. شاعت الأمونيتات السيراتيتيدية بشكل كبير. ظهرت المرجانيات الحديثة والأسماك العظمية، وكذلك العديد من رتب من الحشرات الحديثة ورتبها الفرعية. ظهور نجم البحر. حدث الكارناني الممطر حوالي 234-232 مليون سنة سمح للديناصورات الأولى والعظايا الحرشفية (بما في ذلك منقاريات الرأس) بالانشار. حدث انقراض الثلاثي-الجوراسي منذ 201 مليون سنة، مما أدى إلى محو جميع مخروطيات الأسنان وآخر نظيرات الزواحف، والعديد من الزواحف البحرية (على سبيل المثال جميع العظائيات الزعنفية باستثناء البليزوصورات وجميع الإكتيوصورات باستثناء صغيرات الحوض)، وجميع التماسيح باستثناء أشباه التمساحيات، والتيروصورات، والديناصورات، والعديد من الأمونيتات (بما في ذلك السيراتيتيدا بأكملها)، وذوات الصدفتين، وعضديات الأرجل، والشعاب المرجانية والإسفنج. ظهور الدياتومات. | ≈237              |
| الثلاثي  | الأوسط   | اللاديني   | - أحداث جيولوجية: تكون جبال الأنديز في أميركا الجنوبية. وتكون الجبال السيمرية في آسيا. وبداية تكون جبال رانجيتاتا في نيوزيلندا. نهاية حركة تكون جبال هنتر-بوين في شمال أستراليا، وكوينزلاند ونيوساوث ويلز (تقريبا قبل 260 - 225 مليون سنة). - أحداث حيوية : أصبحت الأركوصورات مثل أشباه السوكيات مهيمنة في البر، أما في الهواء فقد هيمنت التيروصورات. وقد نشأت الديناصورات كذلك من الأركوصورات ثنائية الأرجل. هيمنة الإكتيوصورات والنوتوصورات (مجموعة من العظائيات الزعنفية) على الحيوانات البحرية الكبيرة. أصبحت كلبيات الأسنان أصغر حجمًا وأكثر نشاطا بالليل، لتصبح في النهاية أول الثدييات الحقيقية، بينما انقرضت مندمجات الأقواس الأخرى المتبقية. أنتشرت الرنكوصورات (أقارب الأركوصورات). ظلت السرخسيات البذرية المسماة ديكروديوم [الإنجليزية] شائعة في غندوانا، قبل أن تحل محلها عاريات البذور المتقدمة. كثرت البرمائيات الكبيرة مثل مقسومات الفقار. شاعت الأمونيتات السيراتيتيدية بشكل كبير. ظهرت المرجانيات الحديثة والأسماك العظمية، وكذلك العديد من رتب من الحشرات الحديثة ورتبها الفرعية. ظهور نجم البحر. حدث الكارناني الممطر حوالي 234-232 مليون سنة سمح للديناصورات الأولى والعظايا الحرشفية (بما في ذلك منقاريات الرأس) بالانشار. حدث انقراض الثلاثي-الجوراسي منذ 201 مليون سنة، مما أدى إلى محو جميع مخروطيات الأسنان وآخر نظيرات الزواحف، والعديد من الزواحف البحرية (على سبيل المثال جميع العظائيات الزعنفية باستثناء البليزوصورات وجميع الإكتيوصورات باستثناء صغيرات الحوض)، وجميع التماسيح باستثناء أشباه التمساحيات، والتيروصورات، والديناصورات، والعديد من الأمونيتات (بما في ذلك السيراتيتيدا بأكملها)، وذوات الصدفتين، وعضديات الأرجل، والشعاب المرجانية والإسفنج. ظهور الدياتومات. | 241.464 ± 0.28    |
| الثلاثي  | الأوسط   | الأنيسي    | - أحداث جيولوجية: تكون جبال الأنديز في أميركا الجنوبية. وتكون الجبال السيمرية في آسيا. وبداية تكون جبال رانجيتاتا في نيوزيلندا. نهاية حركة تكون جبال هنتر-بوين في شمال أستراليا، وكوينزلاند ونيوساوث ويلز (تقريبا قبل 260 - 225 مليون سنة). - أحداث حيوية : أصبحت الأركوصورات مثل أشباه السوكيات مهيمنة في البر، أما في الهواء فقد هيمنت التيروصورات. وقد نشأت الديناصورات كذلك من الأركوصورات ثنائية الأرجل. هيمنة الإكتيوصورات والنوتوصورات (مجموعة من العظائيات الزعنفية) على الحيوانات البحرية الكبيرة. أصبحت كلبيات الأسنان أصغر حجمًا وأكثر نشاطا بالليل، لتصبح في النهاية أول الثدييات الحقيقية، بينما انقرضت مندمجات الأقواس الأخرى المتبقية. أنتشرت الرنكوصورات (أقارب الأركوصورات). ظلت السرخسيات البذرية المسماة ديكروديوم [الإنجليزية] شائعة في غندوانا، قبل أن تحل محلها عاريات البذور المتقدمة. كثرت البرمائيات الكبيرة مثل مقسومات الفقار. شاعت الأمونيتات السيراتيتيدية بشكل كبير. ظهرت المرجانيات الحديثة والأسماك العظمية، وكذلك العديد من رتب من الحشرات الحديثة ورتبها الفرعية. ظهور نجم البحر. حدث الكارناني الممطر حوالي 234-232 مليون سنة سمح للديناصورات الأولى والعظايا الحرشفية (بما في ذلك منقاريات الرأس) بالانشار. حدث انقراض الثلاثي-الجوراسي منذ 201 مليون سنة، مما أدى إلى محو جميع مخروطيات الأسنان وآخر نظيرات الزواحف، والعديد من الزواحف البحرية (على سبيل المثال جميع العظائيات الزعنفية باستثناء البليزوصورات وجميع الإكتيوصورات باستثناء صغيرات الحوض)، وجميع التماسيح باستثناء أشباه التمساحيات، والتيروصورات، والديناصورات، والعديد من الأمونيتات (بما في ذلك السيراتيتيدا بأكملها)، وذوات الصدفتين، وعضديات الأرجل، والشعاب المرجانية والإسفنج. ظهور الدياتومات. | 246.7             |
| الثلاثي  | المبكر   | الأولنكي   | - أحداث جيولوجية: تكون جبال الأنديز في أميركا الجنوبية. وتكون الجبال السيمرية في آسيا. وبداية تكون جبال رانجيتاتا في نيوزيلندا. نهاية حركة تكون جبال هنتر-بوين في شمال أستراليا، وكوينزلاند ونيوساوث ويلز (تقريبا قبل 260 - 225 مليون سنة). - أحداث حيوية : أصبحت الأركوصورات مثل أشباه السوكيات مهيمنة في البر، أما في الهواء فقد هيمنت التيروصورات. وقد نشأت الديناصورات كذلك من الأركوصورات ثنائية الأرجل. هيمنة الإكتيوصورات والنوتوصورات (مجموعة من العظائيات الزعنفية) على الحيوانات البحرية الكبيرة. أصبحت كلبيات الأسنان أصغر حجمًا وأكثر نشاطا بالليل، لتصبح في النهاية أول الثدييات الحقيقية، بينما انقرضت مندمجات الأقواس الأخرى المتبقية. أنتشرت الرنكوصورات (أقارب الأركوصورات). ظلت السرخسيات البذرية المسماة ديكروديوم [الإنجليزية] شائعة في غندوانا، قبل أن تحل محلها عاريات البذور المتقدمة. كثرت البرمائيات الكبيرة مثل مقسومات الفقار. شاعت الأمونيتات السيراتيتيدية بشكل كبير. ظهرت المرجانيات الحديثة والأسماك العظمية، وكذلك العديد من رتب من الحشرات الحديثة ورتبها الفرعية. ظهور نجم البحر. حدث الكارناني الممطر حوالي 234-232 مليون سنة سمح للديناصورات الأولى والعظايا الحرشفية (بما في ذلك منقاريات الرأس) بالانشار. حدث انقراض الثلاثي-الجوراسي منذ 201 مليون سنة، مما أدى إلى محو جميع مخروطيات الأسنان وآخر نظيرات الزواحف، والعديد من الزواحف البحرية (على سبيل المثال جميع العظائيات الزعنفية باستثناء البليزوصورات وجميع الإكتيوصورات باستثناء صغيرات الحوض)، وجميع التماسيح باستثناء أشباه التمساحيات، والتيروصورات، والديناصورات، والعديد من الأمونيتات (بما في ذلك السيراتيتيدا بأكملها)، وذوات الصدفتين، وعضديات الأرجل، والشعاب المرجانية والإسفنج. ظهور الدياتومات. | 249.9             |
| الثلاثي  | المبكر   | الإندوان   | - أحداث جيولوجية: تكون جبال الأنديز في أميركا الجنوبية. وتكون الجبال السيمرية في آسيا. وبداية تكون جبال رانجيتاتا في نيوزيلندا. نهاية حركة تكون جبال هنتر-بوين في شمال أستراليا، وكوينزلاند ونيوساوث ويلز (تقريبا قبل 260 - 225 مليون سنة). - أحداث حيوية : أصبحت الأركوصورات مثل أشباه السوكيات مهيمنة في البر، أما في الهواء فقد هيمنت التيروصورات. وقد نشأت الديناصورات كذلك من الأركوصورات ثنائية الأرجل. هيمنة الإكتيوصورات والنوتوصورات (مجموعة من العظائيات الزعنفية) على الحيوانات البحرية الكبيرة. أصبحت كلبيات الأسنان أصغر حجمًا وأكثر نشاطا بالليل، لتصبح في النهاية أول الثدييات الحقيقية، بينما انقرضت مندمجات الأقواس الأخرى المتبقية. أنتشرت الرنكوصورات (أقارب الأركوصورات). ظلت السرخسيات البذرية المسماة ديكروديوم [الإنجليزية] شائعة في غندوانا، قبل أن تحل محلها عاريات البذور المتقدمة. كثرت البرمائيات الكبيرة مثل مقسومات الفقار. شاعت الأمونيتات السيراتيتيدية بشكل كبير. ظهرت المرجانيات الحديثة والأسماك العظمية، وكذلك العديد من رتب من الحشرات الحديثة ورتبها الفرعية. ظهور نجم البحر. حدث الكارناني الممطر حوالي 234-232 مليون سنة سمح للديناصورات الأولى والعظايا الحرشفية (بما في ذلك منقاريات الرأس) بالانشار. حدث انقراض الثلاثي-الجوراسي منذ 201 مليون سنة، مما أدى إلى محو جميع مخروطيات الأسنان وآخر نظيرات الزواحف، والعديد من الزواحف البحرية (على سبيل المثال جميع العظائيات الزعنفية باستثناء البليزوصورات وجميع الإكتيوصورات باستثناء صغيرات الحوض)، وجميع التماسيح باستثناء أشباه التمساحيات، والتيروصورات، والديناصورات، والعديد من الأمونيتات (بما في ذلك السيراتيتيدا بأكملها)، وذوات الصدفتين، وعضديات الأرجل، والشعاب المرجانية والإسفنج. ظهور الدياتومات. | 251.902 ± 0.024   |
| البرمي   | اللوبنجي | الشانغسنغي | أقدم | أقدم              |

## خلفيّة
يُغتبر الكارني أدنى مرحلة من أعالي الترياسي سلسلة (أو أقرب عمر من أواخر العصر الترياسي) استمرت من 237 إلى 227 مليون سنة. كارنيان يسبقه اللاديني ويليه النوري. لا تتميز حدوده بانقراضات كبيرة أو تحولات حيوية، ولكن حدثًا مناخيًا (يُعرف باسم حدث كارنيان بلوفال الذي يتميز بهطول الأمطار الغزيرة) حدث خلال كارنيان ويبدو أنه مرتبط بانقراضات مهمة أو إشعاعات حيوية.

## التعاريف الطبقية

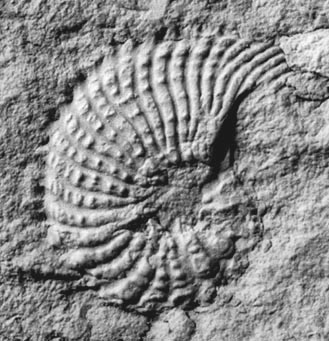
Brotheotrachyceras brotheus من تكوين سان كاسيانو، فال باديا، الدولوميت، جبال الألب الجنوبية. هذا الأمونويد هو مؤشر أحفوري للكارنيان السفلي

تم تسمية كارنيان في عام 1869 من قبل موسيسوفيكس. ليس من الواضح ما إذا كانت سميت على اسم جبال الألب كارنيك أو على اسم منطقة كارينثيا النمساوية، أو بعد منطقة كارنيا التاريخية في شمال غرب إيطاليا.  اسم، ومع ذلك، استخدم لأول مرة في إشارة إلى جزء من هالستات الحجر الجيري الاقتصاص من في النمسا.
تُعرَّف قاعدة المرحلة الكارنية بأنها المكان في السجل الستراتيغرافي حيث ظهرت أنواع الأمونيت Daxatina canadensis لأول مرة. يقع الملف المرجعي العالمي للقاعدة في ستوريز-ويزن بالقرب من باديا في فال باديا في منطقة مقاطعة بولسانو، إيطاليا. الجزء العلوي من الكارني (قاعدة نوريان) هو ضمن الأسس التي قامت عليها أمونية بيوزونز من Klamathites macrolobatus أو Stikinoceras ومخروطيات الأسنان بيوزونز من Metapolygnathus communisti أو Metapolygnathus primitius.

### التقسيمات
لا يوجد استخدام معياري ثابت لأقسام كارنيان الفرعية، وبالتالي، بينما في بعض طبقات الطبقات الإقليمية، يكون التقسيم الفرعي ثنائي المرحلة أمرًا شائعًا:
- جوليان
- توفالي

يفضل البعض الآخر تنظيمًا ثلاثي المراحل للمرحلة على النحو التالي:
- كورديفوليان
- جوليان
- توفالي

### الطباقية الحيوية
في مجال تيثس، تحتوي مرحلة كارنيان على ستة مناطق حيوية من الأمونيت:
- منطقة سبينوس أناتروبايتس
- منطقة تروبيتس سابلاتوس
- منطقة تروبيتس ديلّيري
- منطقة أوستراتوكيورز أوستراكيوم
- منطقة تراتيسيراس

يتوافق فونوكرون الفقاريات البرية أوستيشاكليان مع أواخر كارنيان في وقت مبكر، في حين يتوافق فونوكرون الفقاري الآدماني مع أحدث كارنيان.

## الجغرافيا القديمة والمناخ

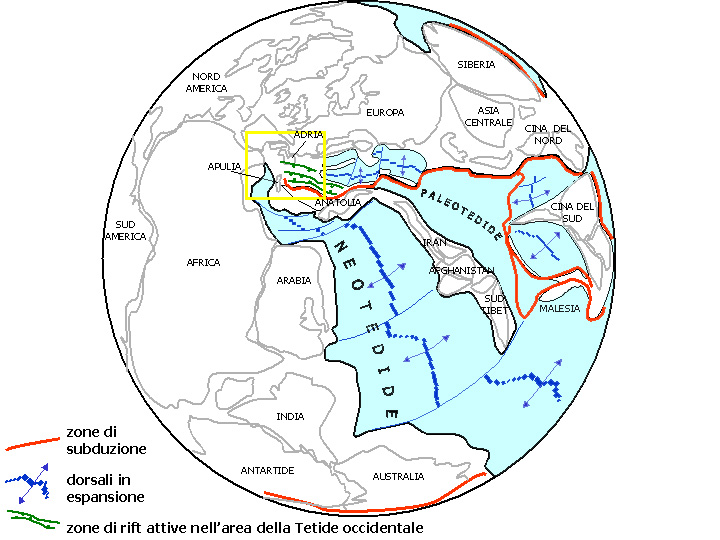
كارنيان إيرث

كانت الجغرافيا القديمة لكرنيان في الأساس هي نفسها بالنسبة لبقية العصر الترياسي. تم دمج معظم القارات في شبه القارة العملاقة بينجا، وكان هناك محيط عالمي واحد، أبو المحيطات. كان للمحيط العالمي فرع غربي عند خطوط العرض الاستوائية يسمى باليو تيثيس. تنتشر رواسب باليو-تيثيس الآن في جنوب شرق أوروبا والشرق الأوسط وجبال الهيمالايا وحتى جزيرة تيمور. أدى التوزيع الشديد بين اليابسة والبحر إلى «رياح موسمية ضخمة»، أي أن نظام الرياح الموسمية الجوية أكثر كثافة من النظام الحالي. بالنسبة لمعظم الدهر الوسيط، لم تكن هناك أغطية جليدية. كان المناخ جافًا في الغالب في المناطق المدارية، ولكن تم توثيق حلقة من المناخ الاستوائي الرطب على الأقل في باليو تيثيس. يُطلق على هذا الحدث المناخي المفترض «حدث كارنيان بلوفيال»، حيث كان عمره بين آخر كارنيان (جوليان) وبداية أواخر كارنيان (توفاليان).

## حياة كارنيان
في العالم البحري، رأى كارنيان أول ظهور وفير للعوالق النانوية الجيرية، وهي مجموعة مورفولوجية تشمل بذيرات جيرية.

### اللافقاريات
هناك عدد قليل من اللافقاريات التي هي نموذجية ومميزة للكارنيان. بين الرخويات، وأمونيت غير حصرية لأقل الكارني (أي، جوليان من تقسيم يومين). تظهر عائلة تروبيتاد والجنس تروبيت في قاعدة الجزء العلوي من كارنيان (توفالين). الجنس ذو الصدفتين هالوبيا، يعيش في قاع بيئات أعماق البحار، متمايزًا عن داونيلَّا في بداية هذا العصر. أصبحت الشعاب المرجانية الصليبية، أي الشعاب المرجانية من النوع الحديث، شائعة نسبيًا لأول مرة في كارنيان.

### الفقاريات
أقدم الديناصورات التي لا لبس فيها، مثل تلك الموجودة في تكوين إيشيغالتو (على سبيل المثال هيريراصور وإيورابتور) وأولئك من تكوين سانتا ماريا (على سبيل المثال ستوريكوصور) نشأت خلال الكارني، نحو 230 ما. في هذه المرحلة الأركوصورات أصبحت فوناس المهيمنة في العالم، وتطور إلى مجموعات مثل فيتوصور، عظائيات منقارية، أيتوصوريات، وتمساحيات راو. ظهرت الديناصورات الأولى (والتيروصور) أيضًا في هذه المرحلة، وعلى الرغم من أنها كانت صغيرة وغير مهمة في ذلك الوقت، إلا أنها تنوعت بسرعة وستهيمن على الحيوانات لبقية حقبة الحياة الوسطى. من ناحية أخرى، فإن الثيرابسيدات، التي تضم أسلاف الثدييات، انخفضت من حيث الحجم والتنوع، وستظل صغيرة نسبيًا حتى انقراض الديناصورات. كانت مخروطيات الأسنان موجودة في الرواسب البحرية الترياسية. ظهرت باراغونديلَّا بوليغنافيتريوزم في قاعدة المرحلة الكرنونية، وتعتبر من الأنواع المميزة. قائمة جزئية من الفقاريات كارنيان معطاة أدناه. تم العثور على العديد من الفقاريات كارنيان في صخور تكوين سانتا ماريا من باليوروتا جيوبارك.

## المحليات الكلاسيكية
تمت دراسة الحيوانات القرنية السفلية في تكوين سان كاسيانو (الدولوميت، شمال إيطاليا) منذ القرن التاسع عشر. المواقع المتحجرة كثيرة، وتنتشر في الغالب في محيط كورتينا دامبيزو وفي وادي البادية المرتفع، بالقرب من قرية سان كاسيانو، وبعد ذلك تم تسمية التكوين. هذه الحيوانات متنوعة للغاية، بما في ذلك الأمونويد، بطنيات الأرجل، ذوات الصدفتين، شوكيات الجلد، الإسفنج الجيري، الشعاب المرجانية، ذوات الأرجل، ومجموعة متنوعة من الأحافير الأقل شيوعًا. مجموعة من هذه الحيوانات معروضة في متحف «ديلّي ريجول» في كورتينا دامبيزو.